# Wiedermann Károly (tanár)
Wiedermann Károly (Rozsnyó, Gömör megye, 1829. október 22. – Pozsony, 1895. március 27.) fizikatanár, királyi főigazgató, királyi tanácsos.

## Életpályája
Apja Rozsnyón a székesegyház karnagya volt. A gimnáziumot, majd a bölcseleti és jogi tanfolyamot Kassán végezte. Azonban a természettudományok iránti szeretete végül a selmecbányai bányászati akadémiához vonzotta, ahol két évig tanult. Ezután a bécsi polytechnikumot kereste föl; itt közel négy évet (1853-ig) töltött és tagja volt a fizikai műintézetnek; főleg az elektromos kutatások kötötték le figyelmét.
1853. október 3-án kezdte meg Kassán tanári pályáját az állami főgimnáziumnál. A helytartótanács felhívására gimnáziumi tantervet dolgozott ki. Ennek jutalmául 1861-ben a lőcsei királyi főgimnáziumba helyezték igazgatói állásba. Itt újjáteremtette az intézetet és magyarosította a közszellemet. 1865-ben a tanügyi ankét tagjaként szerepelt. 1863-tól kezdve hosszú éveken keresztül a pozsonyi királyi katolikus főgimnázium igazgatójaként működött. Mind a lőcsei, mind a pozsonyi gimnázium múzeumát ő alapozta, illetve erősítette meg. Kiváló zongorista és hegedűs is volt, szívesen zenélt a Pozsonyi Székesegyházi Zeneegyesület tagjaként. 
1862-től beutazta ismeretek gyűjtése céljából Európa nagy részét: Németországot, Belgiumot, Hollandiát és Franciaországot; 1876-ban a kormány Svájcba küldte újabb tanulmányútra.
Igazgatósága alatt 1883-ban a középiskolákat illetően reformkérdések merültek fel, s az elsők közt volt, akik az előnyös változtatások előadójává lettek. 1876. június 30-án a vallás- és közoktatásügyi miniszter a pozsonyi tankerület ideiglenes főigazgatóságával tüntette ki, mely állást egészen 1884. május 27-ig pozsonyi főgimnáziumi igazgatóságával párhuzamosan töltötte be, s csak ekkor erősítették meg király tankerületi főigazgatói állásában véglegesen, s egyben királyi tanácsossá is kinevezték.
A temetése utáni megemlékezésben valóságos polihisztorként jellemezték mint az általános műveltség igazi képviselőjét. Méltatták mély ismereteit a magyar, a latin, a német és a francia nyelvészetben és irodalomban, de a földrajz- és a történelemtudományban tanúsított ritka jártasságát is kiemelték.
42 évi tanügy terén eltöltött munkásság után váratlanul halt meg, s a pozsonyi Szent András-temetőben helyezték örök nyugalomra. „A pozsonyi és a tankerületi tanárok nagy számban jelentek meg az általánosan szeretett és becsült főigazgató temetésén s azzal fejezték ki emléke iránt érzett kegyeletüket, hogy az ifjúság adományaival együtt 731 forint 96 krajcárnyi összeget adtak össze, hogy azon a felejthetetlen hivatalfőnek a pozsonyi Szt. András temetőben lévő sírját méltó emlékoszlop jelölje. A síremlék még az 1895. év őszén el is készült, és késő időig fogja hirdetni Wiedermannak és az alája rendelt tanároknak egymáshoz való kegyeletes viszonyát.”

## Írói munkássága
- Munkatársa volt a Pozsonyvidéki Lapoknak (1873-tól), ahol cikkei jelentek meg.
- Önálló írása: A villanyosság történetének vázlata. Lőcse, 1865 (Különnyomat a Lőcsei kir. Kath. Főgymnasium Értesítőjéből)
- Arcképei megjelentek: Magyarország és a Nagyvilág 1883. 41. szám; Paedagogiai Plutarch 1886. 24. lap, Nyugatmagyarországi Hiradó 1895. 73. száma.